# Claudia Polzin-Haumann
Claudia Polzin-Haumann (* 25. Juni 1970 in Lippstadt) ist eine deutsche Sprachwissenschaftlerin.

## Leben
Nach dem Studium (1989–1995 Romanistik, Soziologie, öffentliches Recht), der Promotion 1998 in Bonn und der Habilitation 2004 an der Universität Bonn ist sie seit 2006 Professorin für Romanische Sprachwissenschaft an der Universität des Saarlandes. 
Ihre Forschungsschwerpunkte sind synchrone und historische französische und spanische Sprachwissenschaft, insbesondere kontrastive Linguistik und Sprachvergleich, Text- und Varietätenlinguistik, Grammatikographie der romanischen Sprachen, linguistische Metaphernforschung, Sprachpolitik und Sprachpflege, Sprachreflexions- und Sprachbewusstseinsforschung, Romanistik und Neue Medien, Verbindungen von Sprachwissenschaft und Sprachlehre und Mehrsprachigkeit und Interkomprehension.

## Schriften (Auswahl)
- Der Funktionsbereich „Passiv“ im Französischen. Ein Beitrag aus kontrastiver Sicht. Frankfurt am Main 1998, ISBN 3-631-33802-3.
- Sprachreflexion und Sprachbewusstsein. Beitrag zu einer integrativen Sprachgeschichte des Spanischen im 18. Jahrhundert. Frankfurt am Main 2006, ISBN 3-631-54815-X.
- mit Alberto Gil (Hrsg.): Angewandte Romanistische Linguistik. Kommunikations- und Diskursformen im 21. Jahrhundert. St. Ingbert 2015, ISBN 3-86110-584-5.
- mit Julia Putsche und Christina Reissner (Hg.): Wege zu einer grenzüberschreitenden deutsch-französischen Fremdsprachendidaktik. État des lieux, enjeux, perspectives. St. Ingbert 2019, ISBN 3-86110-736-8.